# Malpasso (Elba)
Malpasso è il nome di un valico montano dell'isola d'Elba situato alle pendici orientali del Monte Capanne, tra la vetta di quest'ultimo e le Filicaie. Il toponimo fa riferimento all'asperità del valico roccioso, attraverso cui passa il sentiero che collegava il paese di Poggio al settore meridionale del massiccio del Monte Capanne. Nei pressi si trova un quartiere pastorale, il Caprile del Malpasso, realizzato dalla famiglia sanpierese Martorella.
Dal Malpasso passa la Via ferrata del Monte Capanne.

## Ambiente
La vegetazione è composta da macchia mediterranea caratterizzata da Taxus baccata, Erica arborea, Cistus monspeliensis e Pteridium aquilinum. Alla metà del XX secolo il sito è stato oggetto di un rimboschimento di Pinus nigra.